# 한봉진
한봉진(1945년 9월 2일 ~ )은 조선민주주의인민공화국의 축구 선수이다. 1966년 FIFA 월드컵에 조선민주주의인민공화국 국가대표팀 선수로 출전하였다. 포지션은 라이트 윙이었으며 주력이 매우 빨랐던 선수라 빠른 주력을 바탕으로 득점 기회를 만드는데 능했다고 한다. 2002년에 대니얼 고든 감독이 제작한 다큐멘터리 영화 <천리마 축구단>에도 출연하였다.